# Vysílač Bradlec
Vysílač Bradlec se nachází poblíž obce Bradlec v nadmořské výšce 306 m n. m. Rozhlasovým vysíláním pokrývá především město Mladou Boleslav a přilehlé obce.
Kromě rozhlasového vysílače a ostatních radioreléových spojů jsou zde umístěny i základnové stanice (BTS) mobilních operátorů O2 a T-Mobile.

## Vysílané stanice

### Rozhlas
Přehled rozhlasových stanic vysílaných z Bradlece:
|    | Stanice      | Kmitočet  | Výkon (ERP) | Polarizace |
| -- | ------------ | --------- | ----------- | ---------- |
| FM | Rádio Bonton | 94,8 MHz  | 0,2 kW      | vertikální |
| FM | Rock Radio   | 103,5 MHz | 0,2 kW      | vertikální |